# Murilo Macedo
Murilo Macedo (Sete Lagoas, 25 de julho de 1923 - Rio de Janeiro, 26 de agosto de 2003) foi um político e executivo brasileiro.

## Vida acadêmica
Em 1953 bacharelou-se na Faculdade de Direito da Universidade Federal de Minas Gerais (UFMG) gerenciando, neste mesmo ano, uma agência do Banco Nacional em Maringá. Pós graduou-se na Faculdade de Administração de São Paulo da Fundação Getúlio Vargas, de 1966 a 1968.

## Atuação profissional
Foi diretor do Banco Nacional de São Paulo, de 1960 a 1975, sendo indicado então para a presidência do Banco do Estado de São Paulo e da Companhia de Seguros de São Paulo, cargos que ocupou até 1977.
Assumiu a Secretaria de Estado dos Negócios da Fazenda e a presidência da Junta de Coordenação Financeira do Estado de São Paulo, por indicação do então governador Paulo Egídio Martins.
Em 1979 foi indicado para substituir o ministro do Trabalho, Arnaldo Prieto, sofrendo críticas do movimento sindical por sua desvinculação com a área trabalhista e assume o cargo em plena efervescência das grandes greves sindicais do ABC paulista, permanecendo no cargo até 1985. Neste período declarou a intervenção do Sindicato de Metalúrgicos do ABC nas greves de 1979 e 1980 sendo chamado de “o ministro do capital”. Em 1980 filia-se ao Partido Democrático Social (PDS).
Em 1981 lança rumores de uma possível candidatura ao governo do estado de São Paulo para as eleições  diretas de 1982, mas desiste após encontrar resistência do então governador de estado, Paulo Maluf, seu companheiro de partido.
No mesmo ano que deixa a pasta do trabalho, toma posse na Editora José Olympio como membro da Comissão Editorial de Administração e Gerência.
Em 1986 ocupa a presidência da Companhia Energética de São Paulo (CESP).
Toma posse da Secretaria de Habitação e Desenvolvimento Urbano do governo de Orestes Quércia em 1990 mas deixa o cargo no ano seguinte para assumir a presidência da Nossa Caixa permanecendo nesta função até 1993 quando assumiu a presidência do Banco do Estado de São Paulo (Banespa).
Em 1994 assumiu a vice-presidência da Cofap (empresa do setor automotivo), renunciando ao cargo no Banespa. Em 1995 passa a atuar como consultor na sua própria empresa, a MPWL.